# Marcin Jamkowski
Marcin Jamkowski (ur. 7 lutego 1970 w Warszawie) – polski dziennikarz, podróżnik, fotograf i filmowiec.

## Życiorys
Absolwent Wydziału Chemii Uniwersytetu Warszawskiego.
Od 1995 pracował w „Gazecie Wyborczej” jako dziennikarz działu nauki. Pisał artykuły z dziedziny chemii, paleontologii, antropologii, nowych technologii, sportów ekstremalnych, a także reportaże z wypraw wspinaczkowych i nurkowych.
W latach 2000–2007 związany z „National Geographic Polska”. Początkowo był autorem tekstów i zdjęć, potem zastępcą redaktora naczelnego, a w 2005 został redaktorem naczelnym miesięcznika. Kierował też polską edycją dwumiesięcznika „National Geographic Traveler”. Zrezygnował ze sprawowania tych funkcji i od lutego 2007 jest szefem firmy Adventure Pictures, niezależnym dziennikarzem naukowym i fotografem wyprawowym, współpracującym m.in. z „National Geographic Polska”, „Focusem”, „Gazetą Wyborczą” i „Newsweekiem”. W latach 2009–2010 jako stypendysta fundacji Knighta studiował na MIT i Harvardzie.
Interesuje się fotografią, filmowaniem, wspinaczką i nurkowaniem. Brał udział w wyprawach wspinaczkowych do Afryki (Maroko, Mali, Madagaskar) i wyprawie do źródeł Amazonki w Peru. Brał również udział w badaniu zatopionego wraku promu Estonia, podwodnych ruin greckiego miasta Nymphaion na Krymie oraz nieznanego żaglowca floty Holenderskiej Kompanii Wschodnioindyjskiej (VOC) w Sierra Leone. W 2004 kierował międzynarodową wyprawą na wrak okrętu Steuben. Jest członkiem The Explorers Club i wiceprezesem Oddziału Polskiego The Explorers Club.
Wystąpił w filmie Dług – pojawił się w dwóch scenach jako instruktor wspinaczkowy, był też konsultantem scenariusza. Jest autorem książki Duchy z głębin Bałtyku. Gustloff, Steuben, Goya o badaniach bałtyckich wraków, oraz współautorem książki reporterskiej 'Stary', młodzi i morze (z kpt. Jackiem Wacławskim). Pisał również fragmenty dzieł zbiorowych: Symbole Polskie oraz Jak zrobić film górski - nieporadnik. Nakręcił dwa krótkometrażowe wspinaczkowe filmy dokumentalne: Wyżej niż gekony i Wyżej niż lemury (nagroda Srebrna Cameratravel na festiwalu w Łodzi) oraz średniometrażowy film No One's Left Behind, o poszukiwaniach w Kambodży trzech ostatnich ofiar Wojny Wietnamskiej (z Michaelem Barnesem) i The Art of Sharing. Poland for World Heritage (z Konstantym Kulikiem) na zlecenie UNESCO. Od 2009 r pracuje nad reżyserią pełnometrażowego filmu dokumentalnego Uratowane z Potopu (z Konstantym Kulikiem) o zabytkach skradzionych w czasie potopu szwedzkiego i ich dalszych losach.